# Kadri Veseli
Kadri Veseli (Kosovska Mitrovica, 31 maggio 1967) è un politico kosovaro.

## Biografia
Nato a Mitrovicë, in Kosovo, Veseli iniziò i propri studi universitari presso la facoltà di agricoltura dell'Università di Pristina, concludendoli tuttavia presso l'Università dell'Agricoltura di Tirana, in Albania. In patria fu tra i principali promotori e attivisti dei movimenti studenteschi che richiedevano l'indipendenza del Kosovo.
Durante la guerra del Kosovo fu nominato a capo del servizio di controspionaggio dell'Ushtria Çlirimtare e Kosovës (UÇK), rimanendo in carica fino al 2008 come capo del servizio di intelligence kosovaro (SHIK).
Nel 2012 Veseli entrò nel Partito Democratico del Kosovo (PDK), scalando rapidamente la gerarchia del partito fino all'elezione nel 2016 a leader del partito, in seguito alle dimissioni rassegnate dal futuro Presidente della Repubblica Hashim Thaçi. Prima ancora, nel 2014, era stato eletto alla Presidenza dell'Assemblea della Repubblica, venendo riconfermato nel 2017.
Alle elezioni parlamentari del 2019 fu scelto come candidato primo ministro per il PDK, che si classificò terzo con 178 637 voti (21,23%), di cui 145 881 personali.
Nel 2020 sono state confermate le accuse da parte del Tribunale speciale per il Kosovo di L'Aia contro Veseli, Thaçi ed altri per crimini contro l'umanità e crimini di guerra perpetrati durante la guerra del Kosovo tra il 1998 e il 1999.